# Pieter Jean Beckx
Pieter Jean Beckx (8 de fevereiro de 1795 – 4 de março de 1887) foi um padre jesuíta belga, vigésimo segundo superior geral de 1853 a 1887.